# Aeonium valverdense
Aeonium valverdense (Praeger) Praeger es una especie de planta fanerógama tropical con hojas suculentas del género Aeonium en la familia de las crasuláceas.

## Distribución geográfica
Aeonium valverdense es un endemismo de El Hierro en las Islas Canarias.

## Descripción
Pertenece al grupo de especies arbustivas que poseen tallos ramificados. Se diferencia de especies similares por sus flores con 7-9 pétalos blanquecinos, frecuentemente teñidos de rosa o rojizos. Las hojas son obovadas, gruesas, puberulentas y con el margen ciliado.

## Nombre común

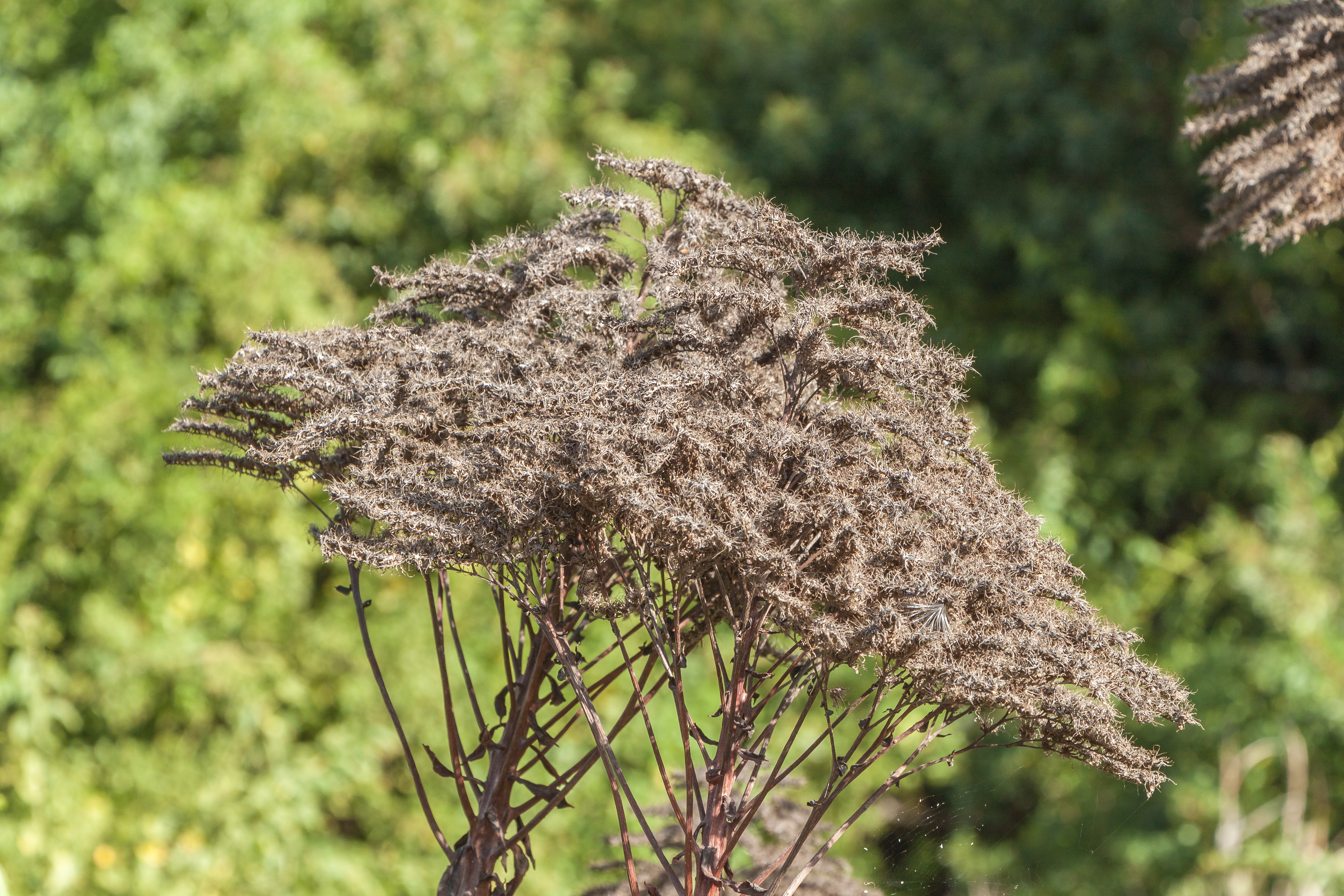
Frutas

Se conoce como "bejeque herreño".

## Taxonomía
Aeonium valverdense fue descrita por (Praeger) Praeger   y publicado en Proceedings of the Royal Irish Academy 38: 484. 1929.
Etimología
Véase Aeonium
valverdense: epíteto geográfico que hace referencia a Valverde, capital de la isla de El Hierro.
Sinonimia
- Sempervivum valverdense Praeger[3]